# 四宮繭
四宮 繭（しのみや まゆ、2001年12月22日 - ）は、日本のAV女優、エッセイスト。AV女優としての活動においてはエベレストモデル所属。その他活動は個人事務所であるsnowcocoon所属。イチャラブ推進委員会代表。

## 略歴
受験勉強に行き詰っていた高校時代に教師と性行為を経験。このとき性行為にはまり受験から逃げ出す。
その後、企業への就職を経て、スカウトに声をかけられたことでAV業界入り。声掛けは「安全な性行為をしたいなら、AV女優になってみない?」だった。2021年2月に配信素人作品でデビューし、同年6月にDVDデビュー。
2021年4月発売の配信作『MUMEI 新人デビュー四宮繭』は4月第1週のXCity週間ランキング第3位を記録。
不本意な性行為や辛い性行為を減らして、思い合うような性行為を増やす活動をするため「イチャラブ推進委員会」を立ち上げ、活動を広めるため講談社「ミスiD2022」に応募。同年10月14日にオンライン面接通過が発表された。ミスiD2022セミファイナリスト。ミスiD挑戦を機に日本画の作品制作を再開し、同年には朝日新聞社主催「かがみよかがみ」にエッセイが採用され、以降不定期に掲載されている。
2022年4月に大学受験の末進学した。

## 人物
倫理観を疑うレイプ作品に疑問が絶えず現時点で撮り終えた撮影以降はレイプ作品をNGにしている。ケロイド体質で傷が治りにくいなどからハードSMはNGにしている。「私はきれいごとのセックスを続ける」宣言をしている。仕事を選んでいること、名乗るには恐れ多い等を理由に自身では積極的に「AV女優」という職業名を名乗っていない。
芸名・四宮繭は『高校教師』（TBS）での桜井幸子演ずる『二宮繭』からのオマージュ。

## 作品

### アダルトDVD
- 文具屋さんのハニカミ女子 物静かで照れ屋な娘はチ●ポでトロトロなってしまうねっとり型ドスケベでした（6月25日、ブロッコリー/妄想族）
- 狙われた女体 7つの暴力（バイオレンス）（7月1日、FAプロ）
- 日焼け跡が残る娘を犯し続ける父親近親相姦映像（7日23日、I.B.WORKS）
- 芋ジャージを着るエロイ妹 / 繭ちゃん 四宮繭（8月31日、思春期.com）
- 勃起したままの男を一切動かさないS字尻振り騎乗位エステで骨抜きにする美尻エステティシャン VOL.4（10月7日、DANDY）
- うちの娘、家ではブラジャーを着けないので、父としてはちょっと困ってます… / 四宮繭（10月12日、思春期.com）
- おうぼガール ♯012♯まゆ(20) ♯ほんわか系♯一見素朴なセックス狂♯変態匂いフェチ♯チ〇コソムリエ♯ムッチリ太もも柔らかボディ♯オジさん大好きご奉仕型セックス（10月22日、プレステージ／PRESTIGE×HMJM）まゆ名義
- 手淫露出 街中でこっそり敏感おまん娘を弄ぶ路上アクメ散歩（11月11日、SUN）まゆ名義
- ちびっこ拘束激イカセ悪徳エステ2（11月25日、ナチュラルハイ）
- 男の浪漫！秘境混浴温泉を求めて…（下心を隠して）混浴温泉に入ったら、ウブでおませなひよこ女子にちんちん*バカになるほどおち○ぽみるく絞りとられた 2ndシーズン（12月9日、ひよこ）
- 男湯で出会った痴女っこ6 突然のベロちゅうと抱っこSEXで迫られ我慢できず何度も膣射 増量SP（12月23日、ナチュラルハイ）

- 女子〇生限定 彼女さん!彼氏のチ○ポ当ててください!! シリーズ最多!!おち〇ぽ総数25本6名出演全員SEXの特別版【マジックミラー号25周年記念作品】（1月27日、SODクリエイト）
- 裏垢未成年だと思ってノコノコとパパ活にやってきたオジサンをガチ顔出しでAV出演！ 四宮繭（1月27日、Materiall）
- J○2人組W指マン痴漢 友達の近くで愛液が滴るほど感じてしまう汁垂らし娘たち（2月10日、ナチュラルハイ）
- テレワーク勤務になった父と、不登校のマセた娘の真昼のエロイ話 四宮繭（2月22日、思春期フィクション）
- 美女たちの足裏をふやけるまで舐めたい！5本指ソックス編（3月10日、レイディックス／抜群）
- 「お尻掘られないと射精できないようにしてあげる」けなげなひよこ女子にアナルをメスイキ調教されながらしたSEXは生涯最高でした…（3月10日、ひよこ）
- 高級ランジェリーガニ股バイブ失禁オナニー（3月10日、レイディックス）

### 配信限定
- MGS動画 【どMッ娘】【むっつり肉食系】【異常に濡れる洪水体質】【ナチュラル淫語】可愛い顔してこのオナ、羊の皮を被ったオオカミ！がっつりゴリゴリ肉食系！もう目一杯欲しがりちゃん！ずっと大洪水濡れっぱなし！マジメチャクチャにしたいやりたい女ってこういう子！ しろうとちゃん。#004 しのみやさん 20歳 ネオニート（2月12日、はめちゃん。）
- 【初撮り】【引っ込み思案の旺盛な性欲】【下からの突き上げは必見】自慰行為を繰り返す引っ込み思案の女の子。初めての撮影で与えられる快感にうぶなからだは.. ネットでAV応募→AV体験撮影 1476（3月3日、シロウトTV）繭 20歳 フリーター名義
- XCITY独占：MUMEI新人デビュー 四宮繭～吾輩はAV女優である。名前はまだない。人間失格AV合格～（4月1日、KUKI）
- MGS動画 AV初体験【圧倒的いいやつ感】【ち●こ大好き】【輝くふともも】見た目素朴そうだけど中身はセックス大好き！まず匂いを確認するち●こソムリエ vs 60オーバー男優。世代を超えて紡がれた愛溢れる中出しを目撃！ おうぼガール＃013　まゆ 20歳 洋服屋店員（6月1日、HHH）
- ION イイ女を寝取りたい 由真(20) T149 B78(E) W58 H82（11月4日、ION イイ女を寝取りたい）
- ION デートNOW！！ まお(20) T149 B78(E) W58 H82（12月11日、ION デートNOW！！）

- マジ軟派、初撮。 1773 引っ込み思案だけどHなことには興味津々！あんなに恥ずかしがってたのに『挿れよう？挿れて♪』とおチ●ポをせがんできて…クリも中イキもなんのその！膣奥ピストンで何度も何度も何度も絶頂！！（3月20日、ナンパTV）まゆ 19歳 青森生まれのウブ娘名義

### イメージDVD
- ぷちたまご/浜波里帆（2021年4月23日、pistil）

## 執筆

### エッセイ
- 四宮繭エッセイ（2021年7月20日[10] - 、「かがみよかがみ」朝日新聞社）不定期掲載